# Don Frye (Wrestler)
Donald „Don“ Frye (* 23. November 1965) ist ein ehemaliger US-amerikanischer Mixed-Martial-Arts-Kämpfer, Wrestler und Schauspieler. Seine MMA-Kampfbilanz belief sich zum Karriereende auf 20 Siege, acht Niederlagen, ein Unentschieden sowie einen Kampf ohne Wertung. Daneben spielte er einige Rollen in Filmen und Serien. Fryes Spitzname war The Predator.

## Leben
Don Frye begann an seiner High School in Arizona mit dem Ringen und führte diesen Sport an der Arizona State University weiter, wo er unter Assistenzcoach Dan Severn trainierte, und später an der Oklahoma State University. Daneben war er aktiv als Judoka und Boxer. Nach seiner Universitätszeit begann er als Feuerwehrmann zu arbeiten.
1995 wurde Frye der Trainingspartner seines früheren Coaches, des MMA-Kämpfers Dan Severn. Dieser sorgte dafür, dass Frye im Februar 1996 an einem Event der Ultimate Fighting Championship teilnehmen konnte. An diesem Turnier in Puerto Rico schlug er in seinem ersten MMA-Kampf Thomas Ramirez nach acht Sekunden KO und besiegte danach Sam Adkins durch TKO nach 48 Sekunden. Im Finale zwang er dann Gary Goodridge zur Aufgabe. Auch seinen nächsten Kampf in der UFC, gegen Amaury Bitetti im Mai, gewann er durch TKO.
Im Juli 1996 stand mit der UFC 10 ein weiteres Turnier an. Frye besiegte Mark Hall durch TKO und zwang Brian Johnston zur Aufgabe, musste dann aber im Finale gegen Mark Coleman durch TKO nach elfeinhalb Minuten seine erste Niederlage hinnehmen. Im November trat er dann wieder gegen Mark Hall an, diesmal beim japanischen Event U – Japan, und besiegte ihn abermals. Im Dezember nahm er am Turnier Ultimate Ultimate 1996 der UFC teil. Dort musste Gary Goodridge in Fryes erstem Kampf wegen Erschöpfung aufgeben. Im zweiten Kampf trat als Ersatz für Kimo Leopoldo erneut Mark Hall gegen ihn an, der nach 20 Sekunden aufgab. Hall und Frye wurden zu dieser Zeit vom selben Manager betreut und Hall sollte später aussagen, ihm sei ein Teil der Siegerbörse Fryes versprochen worden, wenn er schnell aufgebe und Frye sich somit die Kräfte fürs Final sparen könne. Frye sagte, dass er davon keine Kenntnis habe. Im Finale trat Frye gegen Tank Abbott an und nach einem kurzen stehenden Schlagabtausch konnte Frye ihn am Boden zur Aufgabe bewegen.
Danach kehrte Don Frye dem MMA für einige Jahre den Rücken und wurde Wrestler bei New Japan Pro-Wrestling. Nur für einen siegreichen Kampf gegen Eric Valdez kehrte er im Juni 1997 in den MMA-Ring zurück. Doch im Jahr 2001 unterschrieb er dann bei Pride FC. In seinem Comeback-Kampf im September trat er gegen den Kickboxer Gilbert Yvel an, der disqualifiziert wurde. Im Dezember besiegte er Cyril Abidi beim Event Inoki Bom-Ba-Ye. Im Februar 2002 trat er wieder bei Pride an und gewann gegen Ken Shamrock nach Punkten. Seinen nächsten Kampf bestritt Frye im Juni gegen den japanischen Wrestling-Star Yoshihiro Takayama, den er durch TKO besiegte.
Don Frye trat darauf in einem Kampf unter Kickboxregeln gegen Jérôme Le Banner an. Der in diesem Kampfstil unerfahrene Frye wurde von LeBanner KO geschlagen. Danach musste er auch in der Pride FC seine Niederlagen hinnehmen: Im November 2002 bezwang ihn Judoka Hidehiko Yoshida. Im Juni 2003 verlor er auch seinen Revanche-Kampf gegen Coleman und im Dezember wurde er von Goodridge, den er früher zweimal besiegt hatte, nach 39 Sekunden KO geschlagen.
Darauf bestritt Frye einige Kämpfe für K-1 und einen Kampf für King Of The Cage. Im  April 2007 kehrte er in die Pride zurück und verlor dort gegen James Thompson. Nach einigen weiteren Kämpfen bei kleineren MMA-Veranstaltern bis September 2009 zog er sich aus dem Kampfsport zurück.
Seit 2004 steht Don Frye auch vor der Filmkamera. Sein Filmdebüt gab er in dem japanischen Monsterfilm Godzilla: Final Wars.

## Filmografie
- 2004: Godzilla: Final Wars
- 2005: No Rules
- 2006: Nagurimono
- 2006: Miami Vice
- 2006: Honor
- 2006: Just another romantic Wrestling Comedy
- 2007: Big Stan
- 2009: Public Enemies
- 2010: 13